# Parafia św. Wawrzyńca w Zagórzanach
Parafia św. Wawrzyńca w Zagórzanach – parafia znajdująca się w diecezji tarnowskiej w dekanacie łużniańskim. Obejmuje Zagórzany oraz część Gorlic z ulicami: Biecką, Skrzyńskich, ks. Stanisława Tokarza, Kombatantów, Zakole i Jesionową.
Do parafii, oprócz kościoła parafialnego, należy również kaplica pod wezwaniem Niepokalanego Serca Matki Bożej znajdująca się w Gorlicach.
Patronami parafii są:
- św. Wawrzyniec
- Matka Boża Pocieszenia

## Historia
Parafia w Zagórzanach powstała prawdopodobnie w drugiej połowie XIV w. Pierwszy raz wzmiankowana jest w 1445. W XIX w. należała do diecezji przemyskiej wchodząc w skład dekanatu bieckiego. W 1924 przyłączona do dekanatu gorlickiego diecezji tarnowskiej. W 1992 stała się częścią nowo powstałego dekanatu łużniańskiego pozostając przy diecezji tarnowskiej, gdy parafie gorlickie włączono do diecezji rzeszowskiej.

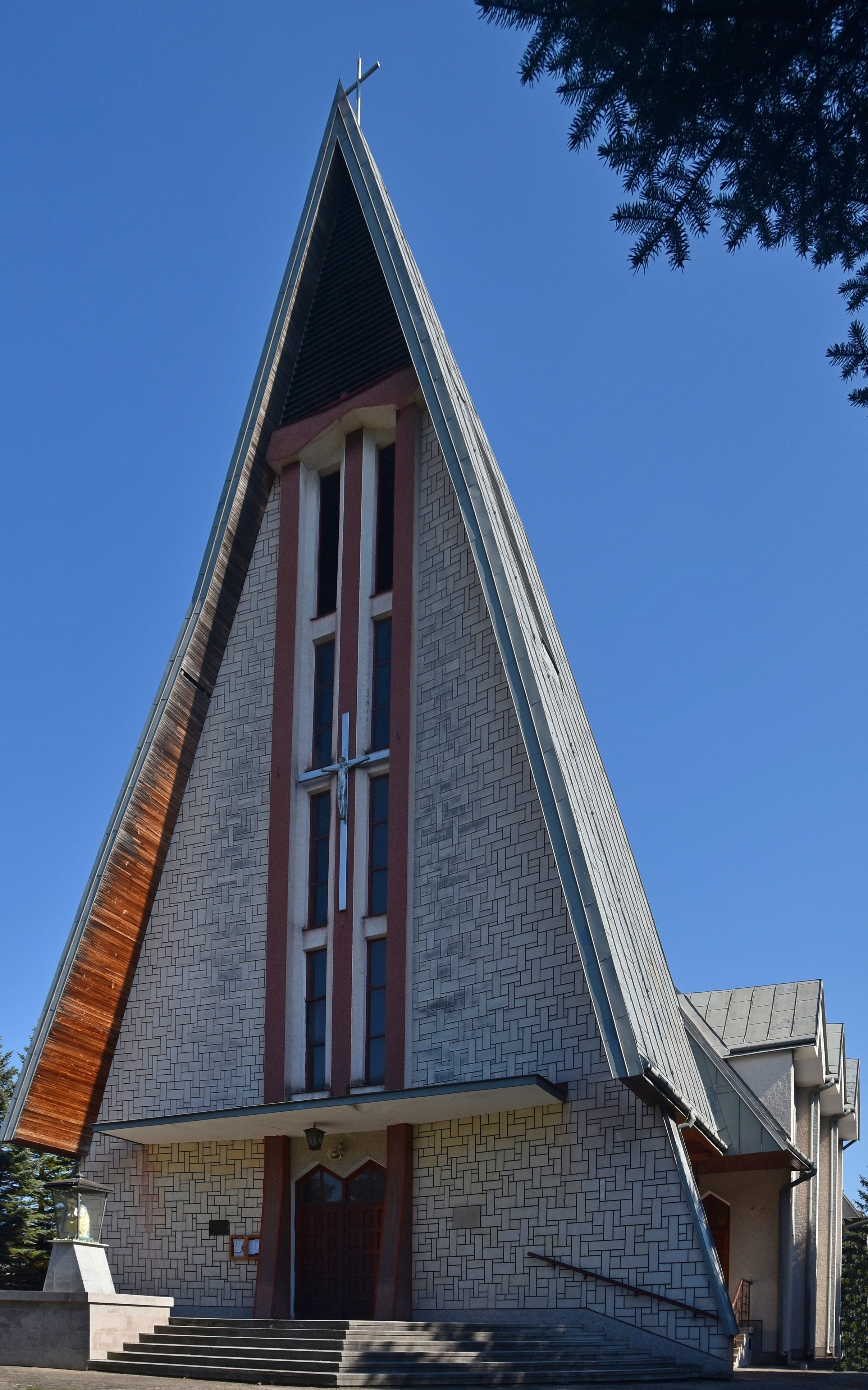
Kaplica Niepokalanego Serca NMP w Gorlicach